# Steel-Yard-Stadion
Das Steel-Yard-Stadion ist ein Fußballstadion in der südkoreanischen Stadt Pohang. Es bietet Platz für 17.443 Zuschauer und dient dem Verein Pohang Steelers als Heimstätte.

## Geschichte

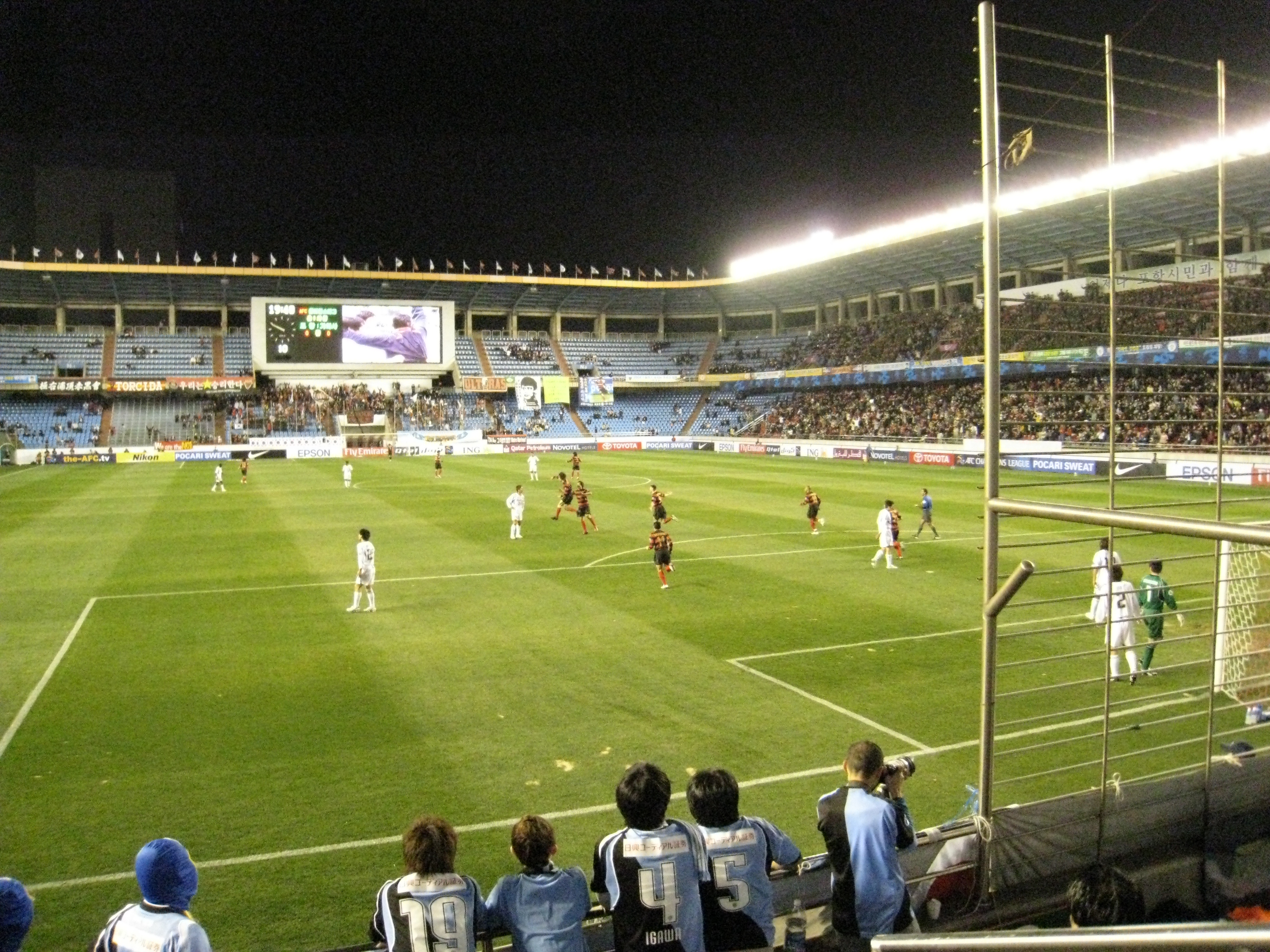
Das Stadion während eines Spiels

Das Stadion wurde 1990 erbaut und am 1. November desselben Jahres eröffnet. Seit diesem Tag trägt der Verein Pohang Steelers im Steelyard-Stadion seine Heimspiele aus. Die Steelers wurden bis heute viermal südkoreanischer Fußballmeister und gewannen zweimal den südkoreanischen Pokal. Weiterhin ist der Verein mit drei Siegen Rekordmeister der AFC Champions League, dem größten Klubwettbewerb in Asien. Durch den Sieg in der asiatischen Champions League 2009 nahm Pohang auch an der FIFA-Klub-Weltmeisterschaft 2009 teil, erreichte den dritten Platz und scheiterte erst im Halbfinale am argentinischen Spitzenverein Estudiantes de La Plata.
Das Steelyard-Stadion kann eine Zuschauerkapazität von 17.443 Plätzen aufweisen. Bis 2013 lag die Stadionkapazität sogar bei 25.000. Das Stadion wurde im Jahre 1990 erbaut und war bei seiner Eröffnung das erste Stadion in Südkorea, welches ausschließlich für Fußballspiele genutzt wird.